# RD-0109
RD-0109 – radziecki silnik rakietowy. Skonstruowany przez OKB Kosberg. Silnik powstał w ciągu 15 miesięcy prac. Użyto 154 sztuk tego silnika.